# R5 (band)
R5 is een Amerikaanse poprockband uit Los Angeles. De band werd opgericht in 2009 en bestaat uit Riker Anthony Lynch, Rocky Mark Lynch, Ross Shor Lynch, Rydel Mary Lynch en Ellington Lee Ratliff. De band heet R5 omdat al hun namen met een R beginnen.

## Geschiedenis

### Oprichting
R5 bestaat uit de broers en zus Lynch, geboren en getogen in Littleton in Colorado, en een vriend uit Californië.
De gebroeders Lynch en hun zus gingen naar een school voor podiumkunsten, waar ze leerden musiceren en dansen. In 2008 verhuisde de zestienjarige Riker naar Los Angeles voor een acteercarrière. Daarop verhuisde het gehele gezin mee, zodat het bij elkaar kon blijven. Alle vijf, waaronder Ryland, de jongste van het gezin Lynch, deden aan dansen, zaten in een dansgroep van hun studio 'The Rage Boyz Crew' en traden in 2009 op in het tv-programma So You Think You Can Dance. In oktober 2009 ontmoette de familie Ellington Ratliff in een dansstudio in Californië. Hij wilde graag met de band meedoen en is nog altijd de drummer van R5. Om de traditie van R's voort te zetten, is hij ook wel bekend onder zijn laatste naam 'Ratliff'.
In 2009 begon de band op internet een serie op YouTube, genaamd R5 TV. Dit bleek een succesvolle marketingstrategie te zijn. De filmpjes lieten in een paar minuten zien wat ze zoal deden op een dag, zoals naar het strand gaan of marshmallows bakken.
In maart 2010 maakte de band een ep getiteld Ready Set Rock, bestaande uit liedjes geschreven door Riker, Rocky, Rydel, bandcoach E-Vega en zangcoach-liedjesschrijver Mauli B. Tijdens deze eerste jaren speelden ze in heel Zuid-Californië op allerlei fairs en festivals.

### 2012-2013: Loud en Louder
Sinds het begin van 2012 nam de populariteit van de band sterk toe als gevolg van de rol van Ross in de sitcom-televisieserie Austin & Ally (wat leidde tot R5's platencontract) en de rol van Riker in de muzikale tv-dramaserie Glee.
In april 2012 kondigde de band via hun website aan dat ze een platencontract had getekend met DMG's Hollywood Records en dat ze van plan waren om in mei van dat jaar hun eerste minitournee te gaan houden.
In midden tot eind 2012 namen ze hun ep Loud op, die werd uitgebracht op 19 februari 2013. Ze werkten daarbij samen met producenten Emanuel "Eman" Kyriakoy en Evan "Kidd" Bogart. Deze ep kwam in nog geen 24 uur binnen in de top 3 van de iTunes-hitlijst.
Op 16 augustus 2013 ging de eerste single van hun debuutalbum in première op Radio Disney. Het liedje 'Pass Me By' werd digitaal uitgebracht op 20 augustus 2013 en kon gedownload worden als pre-order voor hun debuutalbum Louder, die uitkwam op 24 september 2013. Dit album bevat niet alleen de vier nummers van Loud, maar ook zeven nieuwe liedjes.

### 2014: wereldtournee en Heart Made Up on You
In januari, februari en maart 2014 trad R5 met de tournee Louder op in Europa en Canada. In België en Nederland trad de groep op op 19 en 20 februari. Beide concerten waren uitverkocht.
In mei 2014 verscheen een ep met liedjes die live waren gespeeld op een concert in Londen.
Een maand later kwam ook de videoclip "Rock That Rock" uit. Het nummer werd geschreven voor Candymania Ring Pop en in de video zijn enkele clips en foto's te zien die waren ingezonden door fans. Lid Rydel zong het lied in. De derde ep, getiteld Heart Made Up on You, werd uitgebracht in juli en bestaat uit de liedjes 'Heart Made Up on You', 'Things Are Looking Up', 'Easy Love' en 'Stay with Me'. In november verscheen ook de video van Things Are Lookin Up en stelden ze hun nieuwe single Smile voor op Radio Disney.
Niet lang daarna kwam hiervan een alternatieve video uit die was opgenomen in Teatro Opera in Buenos Aires, in Argentinië. Hier werd ook een aflevering van de populaire serie Violetta opgenomen. De echte video werd uitgebracht op 23 december 2014 en was achteruit afgespeeld. Hiervoor moest de band het hele liedje achterstevoren leren.

### 2015 tot 2018
Op 13 februari 2015 bracht de band de single Let's Not Be Alone Tonight uit. Deze single is deel van hun tweede album Sometime Last Night, uitgekomen op 10 juli 2015. R5 had het complete album al een langere tijd af maar besloot het later uit te brengen omdat ze het album nog niet goed genoeg vonden. Eigenlijk hadden de liedjes van hun ep Heart Made Up on You op het album moeten verschijnen, maar ook die hadden ze geschrapt voordat ze helemaal opnieuw begonnen.
Uit schuldgevoel jegens de fans maakte R5 een bioscoopdocumentaire getiteld All Day, All Night, die voor een groot deel uit oude filmpjes bestond.
In juni 2015 verschenen de singles All Night en F.E.E.L. G.O.O.D.. Na de verschijning van het tweede album ging R5 opnieuw op tournee. Deze heette de 'Sometime Last Night Tour' en was een wereldtournee.
Op 16 oktober 2015 bracht de band hun nieuwe videoclip voor I Know You Got Away uit.
In 2017 bracht R5 de EP New Addictions uit en op 15 september dat jaar kwam ook de nieuwe single Hurts Good uit waarvan de video clip volgde op 21 september.
In maart 2018 kondigde R5 aan dat ze tijdelijk zouden stoppen om hun eigen ding te kunnen gaan doen. Riker Anthony Lynch had zijn eigen talkshow, Rydel Mary Lynch was druk bezig met haar YouTube kanaal en haar kleding lijn. Terwijl Ross Shor Lynch en Rocky Mark Lynch wel verder gaan in de muziek onder de naam The Driver Era.
Riker Lynch, Rydel Lynch & Ellington Ratliff zijn wel deel van The Driver Era tijdens de live shows. Ellington Ratliff schrijft ook veel nummers van The Driver Era mee.

## Bandleden
- Riker Anthony Lynch (8-11-1991) - bas, zang
- Rocky Mark Lynch (1-11-1994) - eerste gitaar, zang
- Ross Shor Lynch (29-12-1995) - slaggitaar, zang
- Rydel Mary Lynch (9-8-1993) - keyboard, achtergrondzang
- Ellington Lee Ratliff (14-4-1993) - drum, achtergrondzang

## Discografie
Studioalbums
- Louder (2013)
- Sometime Last Night (2015)

Extended plays (ep)
- Ready Set Rock (2010)
- Loud (2013)
- Live in London (2014)
- Heart Made Up on You (2014)
- New Addictions (2017)

## Tournees
- 2012: West Coast Tour
- 2012: East Coast Tour
- 2013: Loud Tour
- 2013: Dancing Out My Pants Tour
- 2014: Louder Tour (Wereld tour)
- 2014: R5 Live
- 2015: Sometime Last Night Tour
- 2015: Sometime Last Night World Tour
- 2017: New Addictions Tour
- 2017: New Addictions World Tour